# Comuna Derevkî, Kotelva
Derevkî (în ucraineană Деревки) este o comună în raionul Kotelva, regiunea Poltava, Ucraina, formată din satele Derevkî (reședința), Liubka și Mlînkî.

## Demografie
Componența lingvistică a comunei Derevkî
     Ucraineană (94,8%)
     Rusă (4,85%)
     Alte limbi (0,18%)
Conform recensământului din 2001, majoritatea populației comunei Derevkî era vorbitoare de ucraineană (94,8%), existând în minoritate și vorbitori de rusă (4,85%).